# Engelbert Sitter
Engelbert Sitter (Mailberg, 1868 – Wenen, 1944) was een Oostenrijks componist en militaire kapelmeester.

## Levensloop
Sitter is afkomstig uit een muzikale familie. Zijn vader speelde in het orkest van Joseph Lanner en zijn broer Anton was muzikant in het orkest van Johann Strauß jr. en gedurende vele jaren orkestdirecteur van de kapel van Philipp Fahrbach sr.. Engelberts andere broer Johann was eveneens militair kapelmeester van de muziekkapel van het Infanterie-Regiment nr. 21 en componist (Aspenberg und Traun-Marsch, Meergrün-Marsch en Rebracha-Marsch). 
Engelbert zelf was eerst muzikant in verschillende militaire muziekkapellen onder andere in de bekende kapel van het "Hoch- und Deutschmeister"-Regiment nr. 4 te Wenen. In 1897 werd hij regiments-tambour en vanaf 1 juni 1899 was hij kapelmeester van de Militaire muziekkapel van het Infanterie-Regiment nr. 84. Op 1 augustus 1905 stapte hij als kapelmeester over naar de muziekkapel van het Infanterie-Regiment nr. 100.  
Als componist schreef hij verschillende marsen voor harmonieorkest.

## Composities

### Werken voor harmonieorkest
- Bolfras Marsch
- Der erste 100er-Marsch (100er Regiments-Marsch)
- Oberst-Kuhn-Marsch